# Aloe elegans
Aloe elegans ist eine Pflanzenart der Gattung der Aloen in der Unterfamilie der Affodillgewächse (Asphodeloideae). Das Artepitheton elegans stammt aus dem Lateinischen, bedeutet ‚elegant‘ und verweist auf die Erscheinung der Art.

## Beschreibung

### Vegetative Merkmale
Aloe elegans wächst stammlos oder bildet im Alter kurze Stämme, ist in der Regel einfach und teilt sich nur in zwei bis drei Rosetten. Die niederliegenden Stämme sind bis zu 30 Zentimeter lang. Die 16 bis 20 lanzettlich spitz zulaufenden Laubblätter bilden dichte Rosetten. Die graugrüne Blattspreite ist bis zu etwa 60 Zentimeter lang und 15 Zentimeter breit. An ihrer Spitze sind kurze Zähne vorhanden. Die stechenden, bräunlich roten Zähne am rötlichen Blattrand sind 3 bis 4 Millimeter lang und stehen 15 bis 25 Millimeter voneinander entfernt. Der Blattsaft ist trocken rötlich braun.

### Blütenstände und Blüten
Der Blütenstand besteht aus acht Zweigen und erreicht eine Länge von bis zu 100 Zentimeter. Die unteren Zweige sind gelegentlich nochmals verzweigt. Die dichten, breit zylindrischen, fast kopfigen Trauben sind bis zu 8 Zentimeter lang und 7 Zentimeter breit. Die Knospen sind horizontal abgespreizt bis leicht nickend. Die eiförmig spitz zulaufenden Brakteen weisen eine Länge von etwa 8 Millimeter auf und sind 2 bis 3 Millimeter breit. Die leicht keulenförmigen, gelben, orangefarbenen oder scharlachroten Blüten stehen an 15 Millimeter langen Blütenstielen. Die Blüten sind 25 bis 30 Millimeter lang und an ihrer Basis kurz verschmälert. Auf Höhe des Fruchtknotens weisen die Blüten einen Durchmesser von 6 Millimeter auf. Darüber sind sie leicht verengt und schließlich zur Mündung erweitert. Ihre äußeren Perigonblätter sind auf einer Länge von 13 bis 15 Millimetern nicht miteinander verwachsen. Die Staubblätter und der Griffel ragen 3 bis 4 Millimeter aus der Blüte heraus.

## Systematik und Verbreitung
Aloe elegans ist in der Provinz Tigray in Äthiopien und in Eritrea im offenen Busch an steinigen Hängen in Höhen von 1600 bis 2500 Metern verbreitet.
Die Erstbeschreibung durch Agostino Todaro wurde 1882 veröffentlicht.
Synonyme sind Aloe abyssinica var. peacockii Baker (1880), Aloe vera var. aethiopica Schweinf.  (1894), Aloe aethiopica (Schweinf.) A.Berger (1905), Aloe schweinfurthii Hook.f. (1899, nom. illeg. ICBN-Artikel 53.1), Aloe peacockii A.Berger (1905), Aloe percrassa var. saganeitiana A.Berger (1908) und
Aloe abyssinica A.Berger (1908, nom. illeg. ICBN-Artikel 53.1).

## Nachweise